# Cucugó Jositomo
Cucugó „Yoshi” Jositomo (筒香嘉智; Hepburn: Tsutsugō Yoshitomo; Hasimoto, 1991. november 26. –) japán profi baseballozó, aki a Pittsburgh Pirates szervezetben játszik egyesvédő, külsővédő és kijelölt ütő posztokon. Korábban a Nippon Professional Baseballban (NPB) szereplő Jokohama DeNA BayStars, illetve a Major League Baseballban (MLB) szereplő Tampa Bay Rays és Los Angeles Dodgers játékosa volt.
Középiskolában kimagasló ütőereje miatt a „Hama Godzillája” becenevet ragasztották rá. Cucugót a 2009-es NPB-draft egyik legígéretesebb ütőjátékosának tartották, és az első körben, a Jokohama BayStars csapata igazolta le. Bemutatkozása 2010. október 5-én, mindössze 18 éves korában volt, azonban gyenge ütőteljesítménye miatt hamar visszakerült a másodosztályba. Az első számú csapat keretébe a 2014-es szezonnal biztosította be magát. Kezdetben egyesvédőként (2010–2014), majd hármasvédőként (2012–2014) játszatták, míg végül a balkülső (2015–2019) pozíciójára osztották be. Miután kihelyezték a külső mezőre teljesítménye rohamos fellendülésnek indult: 2015 óta minden egyes évben helyet kapott az All-Star-csapatban, 2015–2017. között beválogatták a Central League három legjobb külsője közé, valamint 2016-ban hazafutások és beütött futások tekintetében is vezette a ligát. Ebben az évben a Nippon Professional Baseball történelmének első olyan játékosa lett, aki egymást követő három mérkőzésen is legalább két hazafutást ütött, illetve az első, aki egy hónapban hat több-hazafutásos mérkőzést játszott le. A játékosfigyelők már az MLB-be való átigazolása előtt kérdésesnek találták, hogy a védőjátéka megüti a liga szintjét és ezért kizárólag kijelölt ütőként fogják e játszatni. A Rays a 2020-as szezon során a külső, majd a hármasvédő posztjára osztotta be, azonban gyenge védőjátéka miatt a 2021-es szezonban egyesvédőként játszatták.
Cucugó először 2009-ben, az U18-as japán válogatott színeiben kapott helyet a nemzeti csapatban. Itt egyetlen nemzetközi tornán, a 2009-es ázsiai junior baseballbajnokságon vett részt, ahol bronzérmet nyertek. 2014-től a felnőtt csapat ütősorrendjének középembere, itt összesen két nemzetközi tornán, a 2015-ös WBSC Premier12-en és a 2017-es World Baseball Classicon kapott szerepet, mindkettőn bronzérmet nyertek.

## Gyermekkora és amatőr pályafutása
Cucugó Jositomo 1991. november 26-án született Cucugó Kazutosi (筒香和年) és Cucugó Takako (筒香孝子) harmadik gyermekeként, a vakajamai Hasimoto városában. Egy tíz évvel idősebb bátyja (Hirosi (裕史)) és egy lány ikertestvére (Haruka (遥)) van. Szülei egy helyi benzinkutat üzemeltettek. Fiatalkorában a baseballozáson kívül különféle egyéb sportokat is űzött, így úszott, kosár-, röp- és tollaslabdázott is, illetve zongoraleckéket is vett.
Cucugó az általános iskolai tanulmányait a Hasimotói Koino Magán Általános Iskolában kezdte meg, 1998-ban. Édesapja elvitte az 1998-as nyári Kósien utolsó három mérkőzésére, ahol a Jokohamai Alsó- és Felső-Középiskola csapatának, különösképpen Macuzaka Daiszuke teljesítményének hatására elhatározta, hogy baseballozó lesz. A következő évben, az általános iskola második évében csatlakozott a Young League bajnokságban szereplő helyi Vakajama New Mets csapathoz. A New Mets edzéseit hétvégenként tartották, hétköznaponként a bátyja szigorú felügyelete alatt edzett. Az általános iskola elvégzése után a Hasimotói Szumida Magán Alsó-Középiskolában tanult tovább, ahol a Szakai Big Boys csapatában, a Japan Boys League bajnokságban, az ütősorrend negyedik tagjaként játszott és 30 hazafutást ütött. Az alsó-középiskola harmadik évében a legjobb nyolc közé jutottak az országos bajnokságon. Alsó-középiskolás korában a barátait elhanyagolta, iskola után sosem járt össze velük, inkább egyenesen az édesapja által a házuk mögé felépített „saját készítésű ütőketrechez” sietett gyakorolni. Bátyja vett neki egy dobógépet, és amíg el nem végezte az egyetemet, addig az összes edzésére elkísérte az öccsét.
Ugyan több neves kanszai iskolától kapott ajánlót, azonban az 1998-as nyári Kósien hatására úgy döntött, hogy a Jokohamai Alsó- és Felső-Középiskola csapatába akar bekerülni. A felvételi vizsgákon könnyedén átment, az első év tavaszán azonnal az ütősorrend negyedik tagjának jelölték ki, melyre az iskola történetében legutóbb 15 évvel korábban, Kida Sóicsi esetén került sor. Elsőéves korában részt vett a Kanagava kupában, ahol az elődöntőben a Tokai Egyetem Szagami Alsó- és Felső-Középiskola csapatával mérkőztek meg. A negyedik játékrészben a jokohamai dobó két kiejtett játékosnál, a harmadik strike-nál a feketehomokba dobta a labdát. Az el nem kapott harmadik strike szabálya értelmében ilyenkor az ütőjátékos azonnal ütő-futóvá válik, amit a hazaibázis-bíró karjelzéssel jelzett is, azonban ez nem tűnt fel a jokohamai játékosoknak. Az elkapó a hármasvédőként játszó Cucugónak dobta a labdát, aki a társait követve elhagyta a pályát, és eközben a Szagami Középiskola játékosai beértek a hazai bázisra.
Másodéves korában részt vett a 90. országos középiskolai baseballbajnokságon, melynek első fordulójában az Urava Gakuin Középiskola csapatával szemben egy hazafutást ütött. A negyeddöntőben a Szeikó Gakuin Középiskola csapatával mérkőztek meg, és Cucugó két egymást követő telibázisos lapkán való megjelenésénél is hazafutást ütött, így a nyolc beütött futásával beállította Szuda Cutomu 1988-as egy mérkőzésen szerzett legtöbb pont rekordját. Az elődöntőben az Oszaka Tóin Alsó- és Felső-Középiskola csapatával szemben 9–4 arányban alulmaradtak. A bajnokságban négy mérkőzésen vállalat aktív szerepet, és .526-es ütőátlaggal, 3 hazafutással és 14 beütött futással zárta azt, utóbbival beállítva Fudzsii Szuszumu 1985-ös rekordját. A bajnokság után kivizsgálták egyre erősödő lumbágóját és porckorongsérvet állapítottak meg nála, felépülése közel két hónapig tartott. Egy ideig váltottkezes-ütőként játszott, ám később kizárólag balkezes ütőfelállásban állt ki a lapkára. Az iskola harmadik évében a Hanamaki Higasi Középiskola csapata elleni tavaszi edzőmérkőzésen, számos NPB- és MLB-játékosfigyelő jelenléte mellett, a negyedik játékrészben, a következő évi draft legígéretesebb játékosának tartott Kikucsi Júszeivel szemben 120 méteres szólóhazafutást ütött, amivel megszerezte az 55. középiskolai hazafutását. Mindezt úgy tette, hogy a mérkőzés előtt három nappal megfázott, a meccs hajnalán 39,4℃-os lázzal ébredt, de a szereplést ennek ellenére vállalata. Július 26-án részt vett a Kanagava kupa döntőjében, ahol csapata a kilencedik játékrészben egyenlített, azonban a tizedik játékrészben Cucugó hibájából 9–10-re nyert a Jokohama Hajató Alsó- és Felső-Középiskola csapata. Középiskolai évei alatt összesen 69 hazafutást ütött, ütőereje miatt az „Hama Godzillája” (ハマのゴジラ) becenevet ragasztották rá, azonban nem csak ütőteljesítményét, hanem védőjátékát is dicsérték; a középiskolai csapatának vezetőedzője szerint Cucugó „a legjobb védőjátékos, akit az elmúlt húsz évben láttam”.

## Profi pályafutása

### Klubkarrier

#### Jokohama DeNA BayStars

##### 2010-es szezon
Cucugó a 2009. október 29-én tartott draft keretében az első kör második választottjaként a Jokohama BayStars csapatához került. A november 30-án aláírt szerződésében 90 millió jenes szerződési bónuszt és 8 millió jenes éves fizetés állapítottak meg. Cucugó az 55-ös mezszámot kapta. A japán játékosoktól szokatlan módon váltottkezes ütőjátékos szeretett volna lenni; kezdetben jobbkezes ütőként volt bejegyezve, ám később balkezesre módosították azt.
Cucugó meghívást kapott a BayStars 2010-es tavaszi edzőtáborába, azonban a csapat vezetősége még nem érezte úgy, hogy készen áll az első osztályban való szereplésre, ezért a szezon nagy részét az Eastern League bajnokságban szereplő Sónan Searex farmcsapat színeiben játszotta le. A Searexben azonnal az ütősorrend negyedik tagjának jelölték, annak ellenére is, hogy a középiskolát éppen csak elvégzett, tapasztalatlan játékos volt. Első mérkőzésen hármasvédőként játszott és négy lapkán való megjelenéséből egyetlen egy biztos ütést sem tudott elérni. A szezon elején nehézkesen tudta megszokni az alumíniumról faütőre való átállást. Augusztus 22-én beállította Óta Taisi újoncok által ütött hazafutásrekordját, majd szeptember 12-én bevágta a 24. hazafutását is, megdöntve ezzel Takehara Naotaka öt évvel korábban beállított ligarekordját. 26 hazafutással és 88 beütött futással mindkét kategóriában az élen végzett. Kiemelkedő pontszerző képessége, valamint az első számú csapat tagjainak rendkívül gyenge teljesítménye miatt szeptember 20-án pályafutása során először felhívták a BayStarsba. Első mérkőzésére október 5-én, a Yomiuri Giantsszel szemben került sor, ahol egyesvédőként játszott és három lapkán való megjelenéséből egyetlen biztos ütést sem tudott elérni. Ugyan másnap szintén egyetlen találata sem volt, azonban október 7-én, a szezon utolsó, Hanshin Tigers elleni mérkőzésén Kubota Tomojukival szemben egy szólóhazafutás képében elérte első biztos ütését, beütött futását és futását a legfelső osztályban. A másodosztályban százkettő játék alatt .289-es ütőátlagot, .333-es bázisrajutási átlagot (OBP) és .502-es bázisrajutási- és súlyozott ütőátlagösszeget (SLG), valamint huszonhat hazafutást és nyolcvannyolc beütött futást ért el, viszont 102 strikeouttal Óta Taisi után a szezon második legtöbbet kiejtett játékosa is lett. Az első osztályban három játékot játszott, és .143-es ütőátlagot, .400-es bázisrajutási átlagot és .571-es bázisrajutási- és súlyozott ütőátlagösszeget, valamint egy-egy hazafutást és beütött futást ért el. A 2011-es szezonra 9 millió jenre emelték a fizetését.

##### 2011-es szezon

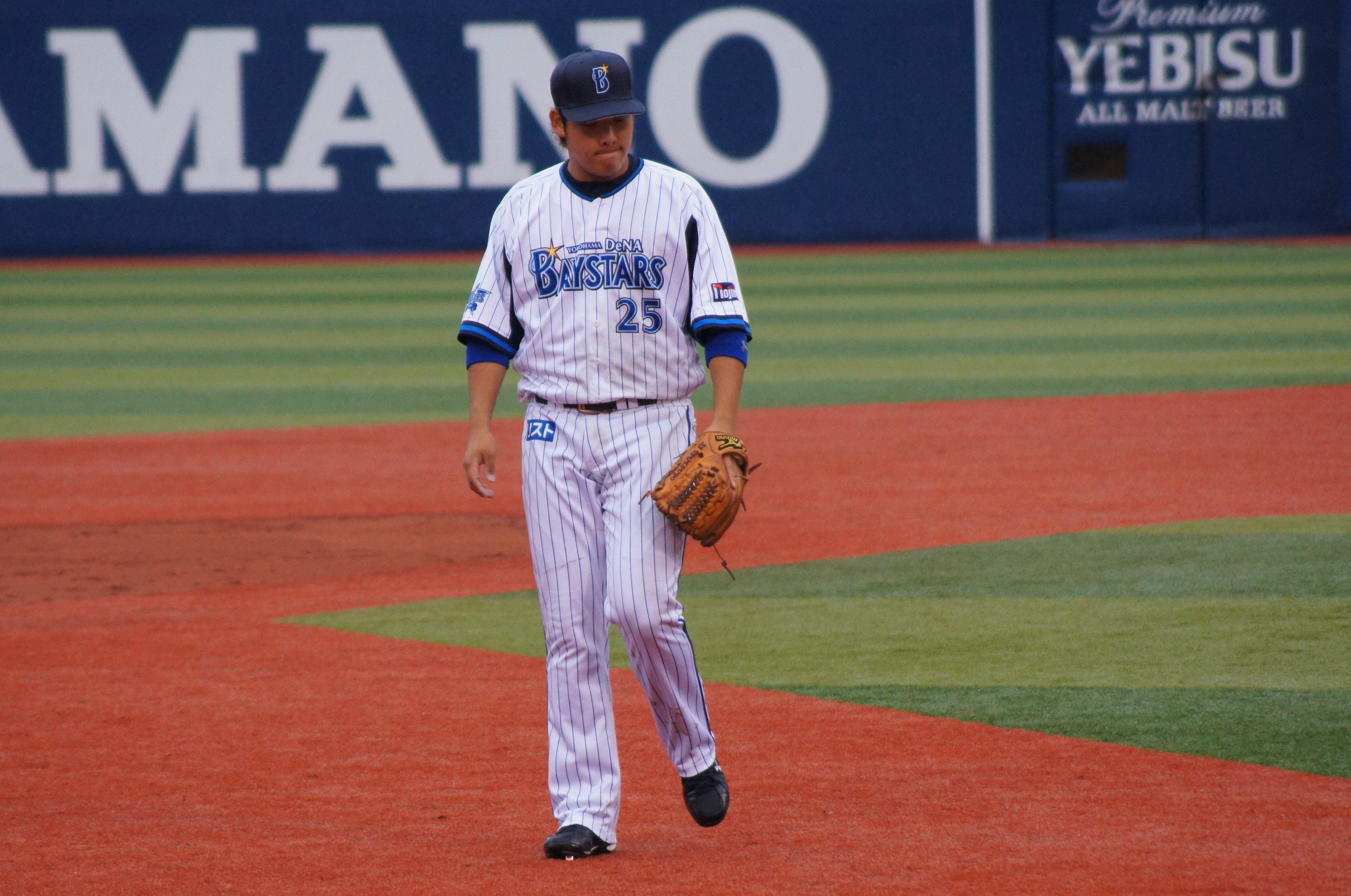
Cucugó 2012 májusában

A szezon előtt a nyolcas számú mezt osztották ki rá. A 2011-es szezonból három hónapot kihagyott a jobb csuklójának ínszalagjainak megsérülése miatt, azonban a másodosztályban ennek ellenére is a bajnokság történelmének ötödik olyan játékosa lett, aki egymást követő két évben is hazafutáskirály lett. Augusztustól egyre több szerephez jutott az első számú csapatban, egyesvédőként, az ütősorrend cleanup hitter pozíciójában. Ugyan ütőerejét számos több-bázisos ütéssel bizonyította, azonban október 8-án a Chunichi Dragons csapatával szemben 5 strikeoutot, azaz „platinasombrerót” regisztrált, NPB negatív rekordot beállítva ezzel. Cucugó a Central League nyolcadik, míg a Nippon Profession Baseball tizennegyedik játékosa lett, aki elérte ezt. A másodosztályban ötvenhét játék alatt .224-es ütőátlagot, .302-es bázisrajutási átlagot és .457-es bázisrajutási- és súlyozott ütőátlagösszeget, valamint tizennégy hazafutást és harmincöt beütött futást ért el. Az első osztályban negyven játékot játszott, és .241-es ütőátlagot, .306-es bázisrajutási átlagot és .476-es bázisrajutási- és súlyozott ütőátlagösszeget, valamint nyolc hazafutást és huszonkettő beütött futást ért el. December 9-én Murata Súicsi távozása után átvette tőle a 25-ös mezszámot. A december 6-án aláírt szerződéshosszabbításában 12 millió jenes fizetéséről állapodtak meg a következő szezonra.

##### 2012-es szezon
A 2012-es tavaszi edzőtábor során Szató Sóma csapattársa gyakorlatozás közben eltalálta Cucugó bal bokáját, aki csontvelőödémát szenvedett. A szezont a másodosztályban, a sérültek listáján kezdte. Májusban az év első nagycsapatos, a Tokió Yakult Swallows elleni mérkőzésétől kezdve Murata Súicsi helyét átvéve hármasvédőként, az ütősorrend harmadik tagjaként játszott. Május 6-án a Chunichi Dragons csapatával szembeni meccsen a negyvenhat éves Jamamoto Maszahiróval szemben hazafutást ütött, amivel a profi baseball történelmének dobó–ütő közötti legnagyobb korkülönbséges (26 év) hazafutását jegyezte. Randy Ruiz leigazolása után tizenkét meccsen külsővédő pozícióban játszatták. Június és augusztus között 142, illetve szeptember és október között 94 lapkán való megjelenésén alatt egyetlen hazafutást sem tudott szerezni. Cucugó augusztus 25-én a tizedik játékrészben beütötte első walk-off találatát, egy duplát Takagi Jaszunarival szemben, mellyel 5–4-re nyert a BayStars a Yomiuri Giants ellen. Ugyan év végére először tudott legalább tíz hazafutást elérni a felsőbb osztályban, azonban ütőátlaga mindössze .218 volt, ami a megfelelő számú lapkán való megjelenéssel elért ütőjátékosi díjakra jogosult szezonjai közül messze a legalacsonyabb. Az alacsony ütőátlaga mellett 102 strikeout is jegyzett, melynél csak Dóbajasi Sóta szerzett többet. A 2013-as szezonra 19,5 millió jenre emelték a fizetését.

##### 2013-as szezon

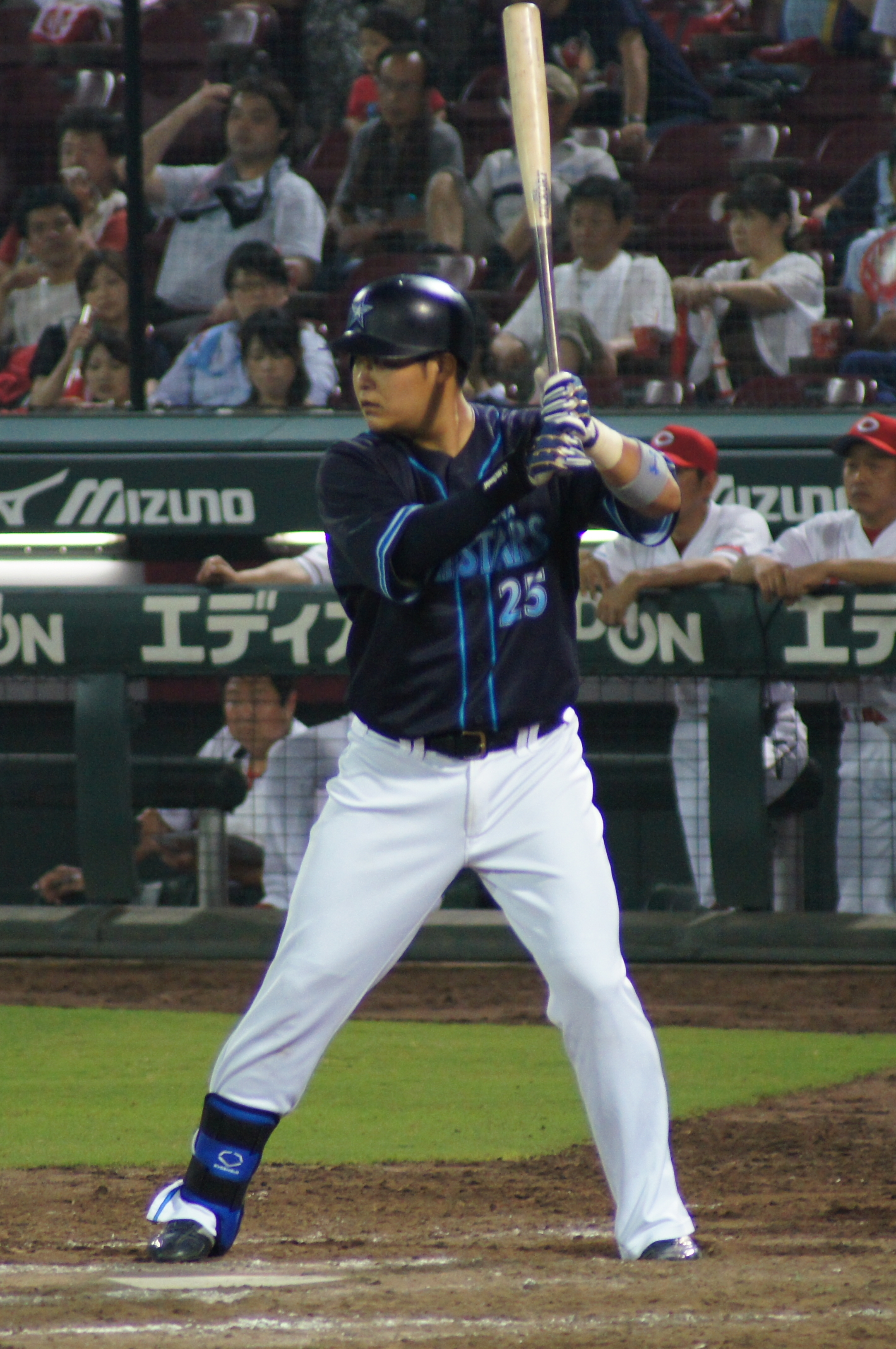
Cucugó 2013 júliusában

Cucugó a 2013-as előszezoni mérkőzések során kificamította a bokáját, kérdésessé vált, hogy részt vehet e a szezonnyitó mérkőzésen. Cucugó végül helyet kapott a három mérkőzésből álló nyitósorozaton, azonban kilenc lapkán való megjelenésből egyetlen egy biztos ütést sem tudott elérni, így április 1-jén kivették az első számú csapatból és Nakamura Norihirót állították a helyére. Cucugó június 25-én, a Tokió Yakult Swallows elleni sorozat első játékára tért vissza az első számú csapatba, az ütősorrend ötödik tagjakénti hármasvédőként, és egyből három biztos ütést jegyzett. Mivel az egyesvédő pozíciójában Tony Blancót, míg hármasvédőként Nakamurát játszatták, ezért az évad fennmaradó részében kevés szerephez jutott, általában védőként vagy ütőjátékosként váltották be, vagy balkülsőként kezdhetett. Augusztusban visszanevezték a második számú csapatba, többet nem is kapott szerepet az első számú csapatban, az évet pedig .216-es ütőátlaggal és mindössze egy hazafutással és három beütött futással zárta. A 2014-es szezonra 16 millió jenre csökkentették a fizetését.

##### 2014-es szezon
A 2014-es szezon előtt Nakahata Kijosi vezetőedző áthelyezte Cucugót a balkülső pozícióba, mivel az előző szezon lezárultával a hármasvédő pozíció betöltésére leigazolták az Orix Buffaloestól távozó Aarom Baldirist. Cucugó az előszezoni játékok lezárultával .360-re emelte az ütőátlagát, így kinevezték az ütősorrend ötödik tagjakénti balkülsőnek, ezzel egymást követő második évben érdemelte ki, hogy játszhasson a szezonnyitó mérkőzésen. Az évadnyitó sorozat után messze a Mendoza-vonal alatti, .161-es ütőátlag mellett egyetlen egy hazafutást sem tudott ütni, azonban a havi ütőátlaga márciusban és áprilisban már .300 körül volt. Június 17-én jobb combjában érzett izomfeszesség miatt 10 napra ideiglenesen visszanevezték a második számú csapatba. A pontszerző pozíciókban lévő bázisfutók melletti ütőátlaga (BA/RISP) április közepétől a legjobbak között volt. Nakamura és Blanco lesérülése után kijelölték az ütősorrend negyedik tagjának, habár Blanco felépülése után ötösként játszatták. Július 12-én a Tokió Yakult Swallows ellen bejegyezte a tizenegyedik hazafutását. Augusztus 13-án a Nagoya Dome-ban, a Chunichi Dragons elleni játék első játékrészében Ósima Jóhei középre ütött labdájára Cucugó és Kadzsitani Takajuki középkülső is megindult, Kadzsitani a kesztyűs kezével fejbe vágta Cucugót, akinek a feje erősen a földnek csapódott. Mivel eszméletét vesztette és így a saját erejéből nem tudott felállni, ezért a Nagoya Dome történelmében először kellett bevezényelni a pályára a mentőautót. A kórházban agyrázkódást és a gerinc nyaki szakaszát érő neurapraxiát állapítottak meg. Az eset utáni első játéka szeptember 6-án, a Hirosima Toyo Carp ellen volt. Visszatérése után Blanco után, az ütősorrend ötödik tagjaként játszatták, azonban miután Blanco ismét lesérült, az év végig újra a sorrend negyedik tagjaként játszott. Sérülése ellenére az ütőjátékosi díjakra jogosuláshoz megfelelő számú lapkán való megjelenést ért el, és először zárta az évet .300 feletti ütőátlaggal, valamint 22 hazafutást és 77 biztos ütést is jegyzett. Az évad végére a balkezes dobók ellen .304-es ütőátlagot, míg a pontszerző pozíciókban lévő futók mellett ligavezető .416-es ütőátlagot ért el, illetve 6 szándékos sétával szintén az élen végzett. A 2014-es szezon után megkérte a csapat vezetőségét, hogy játszhasson a dominikai téli ligában, azonban ezt Nakahata Kijosi vezetőedző nem engedélyezte, mivel tartott attól, hogy Cucugó lesérül. A 2015-ös szezonra 46 millió jenre emelték a fizetését.

##### 2015-ös szezon
A 2015-ös szezon előtt Isikava Takehiro helyét átvéve a BayStars addigi legfiatalabb csapatkapitánynak nevezték ki. A szezon első kettő, március 10. és 11. megrendezett mérkőzésen az ütősorrend ötödik tagjaként kezdett, de a szezon során az ütősorrend negyedik tagja lett. 2015 májusában a pályafutása során először nyerte el a Central League hónap játékosa díját. A hónapban 23 mérkőzesen játszott, ebből 19-en legalább egy, míg 9-en több találatot is jegyzett. .383-es ütőátlaga és 5 hazafutása ligavezető volt. A 2015-ös All-Star-szavazáson a Central League legtöbb szavazatot kapó játékosa lett. Július 15-én ő lett az NPB All-Star-játékok első olyan résztvevője, aki az első szereplésén a cleanup pozícióban kezdett és az első lapkán való megjelenésénél biztos ütést szerzett. Az év és egyben Cucugó első hazafutásversenyét megnyerte; az első körben Jamada Tecutót győzte le 9–1 arányban, míg a döntőben Janagita Júki felett diadalmaskodott 4–1 arányban. A második derbin Nakamura Takajával szemben az első körben 2–1 arányban alulmaradt. Az évet .317-es ütőátlaggal a harmadik, 24 hazafutással a negyedik, 93 beütött futással a harmadik, 157 biztos ütéssel a harmadik, valamint addigi legjobb bázisrajutási átlaggal, extra bázisokat jelentő ütésekkel, bázisrajutási- és súlyozott ütőátlagösszeggel (OPS) és ütésekből elért bázisokkal Jamada Tecuto mögött a második helyen zárta. A pontszerző pozíciókban lévő futók melletti ütőátlaga ugyan romlott az előző szezonhoz képest; azonban .344-del így is a harmadik helyen végzett. Pályafutása során először kapott szavazatot a legértékesebb játékos díjra, illetve először kapott Legjobb Kilenc díját, előbbin 12, míg utóbbin 257 szavazatot kapott. A szezon után ismét megkérte a vezetőséget, hogy játszhasson a dominikai téli ligában, amit ez alkalommal meg is engedtek neki; a Leones del Escogido csapatában játszott tíz mérkőzésen. A 2016-os szezonra 100 millió jenre emelték a fizetését.

##### 2016-os szezon

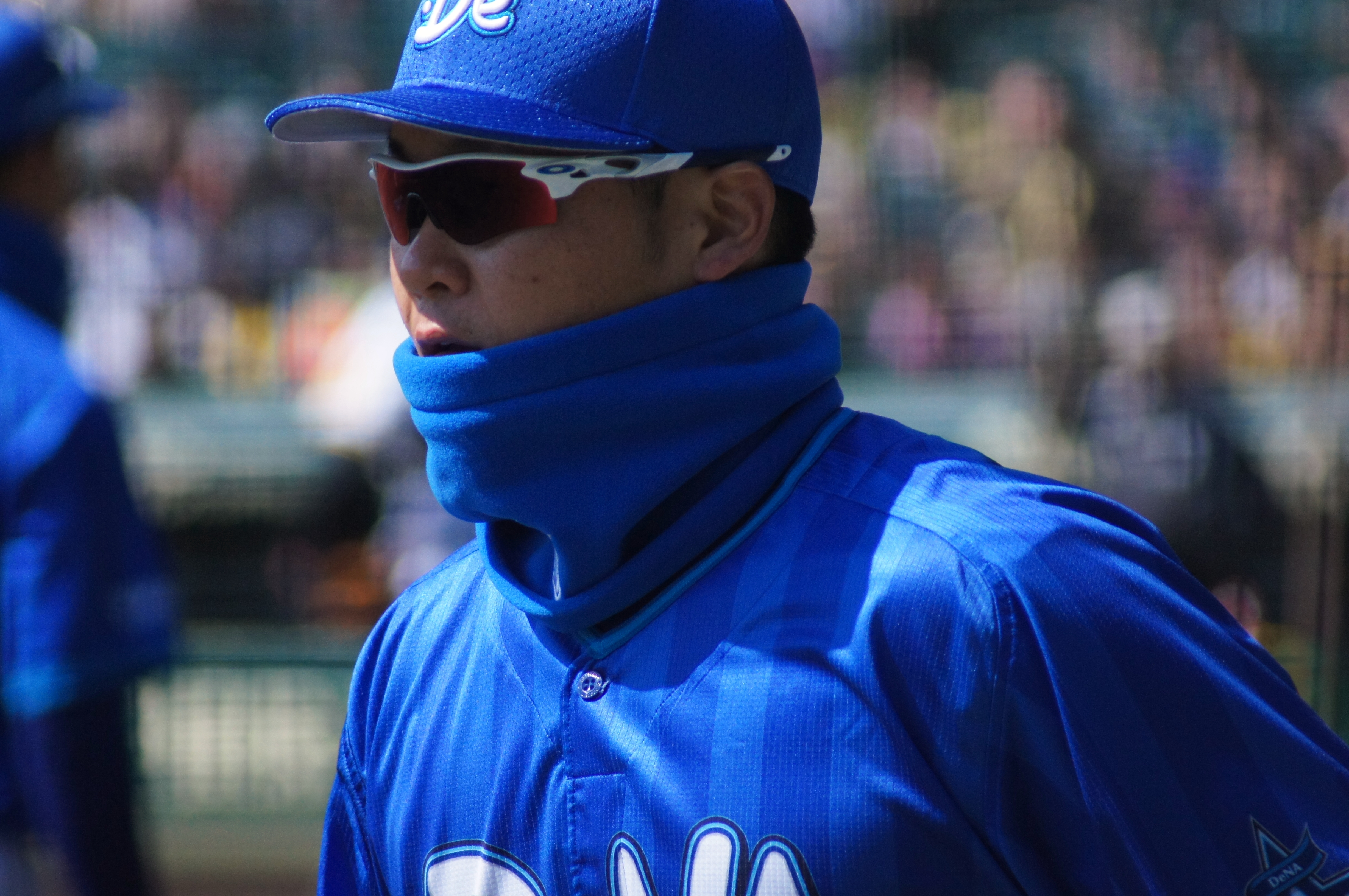
Cucugó 2014 márciusában

2016 januárjában a korábban használt 900 grammos, egyenletes súlyelosztású ütőjét 870 grammos, fejnehéz ütőre cserélte. Az ütő könnyebb súlya miatt gyorsabban tudja meglendíteni azt, a fejnehéz súlyelosztás pedig a könnyebb súly miatti potenciálisan kisebb röppályát kompenzálja. Az ütője mellett az ütőállását is megváltoztatta, hogy hatékonyabban játékba tudja hozni a 160 km/h-s vagy annál gyorsabb labdákat is. A június 4. Csiba Lotte Marines elleni mérkőzést Cucugó walk-off hazafutásával nyerte meg a csapata. Júliusban az NPB All-Star-játékokon szépen teljesített; az első mérkőzésen Norimoto Takahiróval szemben szólóhazafutást, majd Chris Martinnal szemben egy duplát ütött. A meccs legértékesebb játékosa is ő lett, így a BayStars legfiatalabb játékosa lett, aki kiérdemelte a címet, több mint 2 évvel megdöntve Takagi Jutaka 1985-ben felállított csapatrekordját. A második mérkőzésén is jól szerepelt; a második játékrészben Vakui Hidekivel szemben szólóhazafutást, majd a hatodikban Nisino Júdzsival szemben egy egybázisos találatot is ütött. 2016-ban is mindkét hazafutásversenyre beszavazták, azonban mindkettőben az első körben kiesett. Az elsőn Janagita Júkival, míg a másodikban Ernesto Mejíával szemben maradt alul, 0–1, illetve 3–7 arányban. Július 23-án Cucugó lett a Nippon Professional Baseball alapszakaszának első játékosa, aki három egymást követő mérkőzésen (július 19. Tokió Yakult Swallows, Meidzsi-dzsingú Stadion, július 22–23. Hanshin Tigers, Jokohama Stadion) is legalább két hazafutást ütött. Július 22-én a Yomiuri Giants elleni mérkőzés tizenkettedik játékrészében Jamagucsi Tecujával szemben walk-off hazafutást ütött, amivel negyedik BayStars-játékosként a Sky Perfect! Szajonara díjat is elnyerte. Július 29-én a Hirosima Toyo Carp elleni mérkőzésen hatalmas középre repülő hazafutást vágott be Nomura Júszukével szemben a Mazda Stadionban. Ez lett a Nippon Professional Baseball történelmének első olyan hónapja, melyben egy játékos hat több-hazafutásos mérkőzést játszott le. Júliusban 16 hazafutást ütött be, mellyel megdöntötte a japán játékosok közötti NPB-, illetve Blanco 2013 márciusa–áprilisa között felállított 13 hazafutásos csapatrekordját is. A 33 beütött futásával szintén megdöntötte a japán játékosok közötti NPB-rekordot. Júliusban a Central League legjobb támadójának választották, pályafutása során másodszor. Augusztus 11-én a Yomiuri Giants elleni mérkőzésen a Tokyo Dome-ban Imamura Nobutakával szemben bevágta a harmincötödik hazafutását, ezzel megdöntve a Fudzsii Iszamu 66 éve felállított balkezes csapatrekordját. Augusztus 5-én, 9020 napos korában a Chunichi Dragons elleni mérkőzés kilencedik játékrészében, Tadzsima Sindzsivel szemben megszerezte a profi pályafutása századik hazafutását, ezzel a Nippon Professional Baseball tizenkettedik, illetve a BayStars legfiatalabb játékosa lett aki ezt elérte. Augusztus 13-án walk-off találatot jegyzett a Hirosima Toyo Carp csapatával szemben. Szeptember 13-án a Tokió Yakult Swallows elleni meccsen, Muranaka Kjóheivel szemben megszerezte a negyvenedik hazafutását, így Blanco (2013, összesen 41 hazafutás) óta a liga első olyan játékosa lett, aki egy évben 40 hazafutást vágott be. Japán játékosok közül erre legutoljára Nakamura Takeja volt képes, aki 48 hazafutást vágott be 2011-ben. Cucugó lett az első Heiszei-korban született játékos, aki egy szezon alatt 40 hazafutást tudott szerezni. Cucugó az év végére összesen 44 hazafutást jegyzett, ezzel pályafutása során először lett hazafutáskirály a legfelső osztályban. A beütött futások (110), extrabázis-találatok (76), összes bázisok (319), bázisrajutási- és súlyozott ütőátlagösszeg (.680), pontszerző pozíciókban lévő futók melletti ütőátlag (.393), súlyozott bázisrajutási átlag (.460), súlyozott futáshozzájárulás plusz (198), izolált ütőerő (358), súlyozott kiváltott futások (122,6), súlyozott kiváltott futások plusz (199), súlyozott futások az átlag felett (122,6) és súlyozott bázisrajutási átlag (471) tekintetében is ligavezető lett. Mindezek mellett .322-es ütőátlaggal a harmadik, míg 87 sétával és .430-es bázisrajutási átlaggal a második helyezett lett. 44 hazafutásából 11-et a szemben lévő, azaz bal térfélre tolt, egy évvel korábban egy hazafutást sem tudott arra ütni. Október 8-án a Climax Series első fordulójában Miles Mikolasszal szemben bevágott hazafutásával hozzájárult ahhoz, hogy csapata továbbjusson a rájátszás első köréből. December 1-jén bejelentették, hogy az ütősorrend negyedik tagjaként, illetve csapatkapitányként nyújtott teljesítménye révén meghosszabbították a szerződését, és a korábbi 100 milliós fizetését 300 millióra emelték. A szezon során Alex Ramírez vezetőedző azt nyilatkozta Cucugóról, hogy „Kétségkívül Japán legjobb négyese. Rendkívül boldog voltam, hogy őt jelölhettem ki a négyesnek a vezetőedzői pályafutásom első évében. Az elkövetkező 15 évre előretekintve megfontolom, hogy a közeljövőben átképezzük egyesvédőnek.”

##### 2017-es szezon
A 2017-es szezon elején ugyan az ütősorrend negyedik tagjaként játszott, azonban június 30-tól Ramirez döntésére harmadikként játszatták, köszönhetően annak, hogy a szezon elején 91 lapkán való megjelenés során egyetlen hazafutást sem tudott ütni. Júliusban ismét helyet kapott az All-Star-keretben; az első játékban Kikucsi Júszeivel szemben szólóhazafutást ütött, így a sorozat harmadik olyan játékosa lett, aki öt egymást követő All-Star-mérkőzésen is pontot érő találatot tudott szerezni. A második játékban egyetlen biztos ütést sem tudott ütni. 2017-ben az egymást követő harmadik évben is mindkét hazafutásversenyre beszavazták; az elsőn az első körben 2–3 arányban Janagita Júkival szemben alulmaradt, a második első körében Ótani Sóheit 4–2-re legyőzte, azonban a döntőben szintén Janagitával szemben, 3–7 arányban alulmaradt. Július 23-án walk-off hazafutást vágott be a Yomiuri Giants elleni mérkőzésen, Takagi Hajatóval szemben. Júniusban porckorongsérv alakult ki nála, azonban ennek ellenére is játszott. Augusztusban ismét a Central League legjobb támadójának választották, mivel a beütött futások tekintetében vezette a ligát, de az ütőátlaga és a hazafutásainak száma is a legjobbak között volt. Cucugó az alapszakaszt mindössze 28 hazafutással zárta, azonban beütött futások (94) tekintetében a második, séták (93) tekintetében az első, míg bázisrajutási átlag (.396) tekintetében a harmadik helyen végzett. A BayStars az alapszakaszt a harmadik helyen végezte, azonban a rájátszásban a Hanshin Tigerst és a Hirosima Toyo Carpot legyőzve a Central League győztesei lettek, melyre legutóbb 1998-ban voltak képesek. Október 23-án szólóhazafutást ütött a Carp ellen. Egy nappal később az ötödik és hetedik játékrészében is hazafutást vágott be, ezzel a Nippon Professional Baseball tizenharmadik játékosa lett, aki egy rájátszábeli meccsen két hazafutást is jegyzett, illetve Clarence Jones (1973) után a második, aki két egymást követő rájátszásbeli meccsen három hazafutást ütött be. A Japan Seriesben a Fukuoka SoftBank Hawks csapatával szemben 4–2 arányban alulmaradtak. 2017. december 6-án bejelentették, hogy meghosszabbították Cucugó szerződését a 2018-as szezonra, fizetését 350 millió jenre emelték.

##### 2018-as szezon
A május 20-i Yomiuri Giants elleni mérkőzésen három hazafutást is beütött; egy kétembereset az első- és egy szólót a negyedik játékrészben Nogami Rjomával, illetve a kilencedikben egy szólót Tahara Szeidzsivel szemben. Cucugó ezzel a tizenhatodik BayStars-játékos lett, aki teljesítette ezt, illetve a harmadik, aki a Giants ellen tette mindezt. Mindezek mellett ez volt a huszadik többhazafutásos játéka, ezzel Tasiro Tomio (27 játék) és Murata Súicsi (23 játék) után a harmadik BayStars-játékos lett, aki legalább húsz olyan mérkőzést játszott le a csapatban, melyben legalább kettő hazafutást jegyzett. Május 24-én 9677 napos korában beütötte a százötvenedik hazafutását az elsőosztályban, ezzel a Nippon Professional Baseball százhatvanhatodik és a BayStars nyolcadik, valamint Tasiro rekordját megdöntve a BayStars legfiatalabb játékosa lett, aki elérte ezt. Június 15-én hátizomfeszesség miatt öt mérkőzésre a kispadra került, habár kettőn egy-egy lapkán való megjelenésre ütőjátékosként becserélték. Június 30-án beütötte a százötvenhatodik hazafutását a BayStars elsőszámú csapatában, ezzel megdöntötte Szaeki Takahiro balkezes játékososok közötti csapatrekordját. A július 4-ei Yomiuri Giants elleni mérkőzésen két hazafutásgyanús ütése is volt; a harmadik játékrészben az egyik ütése éppenhogy elkerülte a baloldali partvonalpóznát, míg az ötödikben a külső mező falának gumiborításának felső síkjáról visszapattant a labda a játéktérbe (automatikus dupla). 2018-ban az egymást követő negyedik évben is beválogatták az All-Star-csapat keretébe. Az első játékban Josinobu Jamamotóval szemben kétemberes hazafutást ütött, ezzel Jamamoto Kódzsi (1981–1985), Macui Hideki (1997–2001), Jamaucsi Kazuhiro (1962–1964) és Kakefu Maszajuki (1980–1982) után az NPB All-Star-játékok hatodik olyan játékosa lett, aki egymást követő három évben is hazafutást jegyzett. A hazafutásával Leron Lee AB/HR-rekordját is megdöntötte. Ezzel szemben viszont a második játékban egyetlen biztos ütést sem tudott ütni. A hazafutásverseny döntőjét Wladimir Balentiennel szemben, 8–7 arányban megnyerte, ezzel második alkalommal lett a hazafutásverseny nyertese. Az első körben Nakata Sót (9–2), míg az elődöntőben Josida Maszatakát (14–10) győzte le. Július 24-én megszerezte az ötszázadik beütött futását, ezzel a tizenegyedik BayStars-játékos lett, aki elérte ezt a számot. Augusztus 17-én a Hirosima Toyo Carp elleni mérkőzés nyolcadik játékrészében Icsioka Rjúdzsival szemben grand slamet ütött, mely egyben a huszonötödik hazafutása volt a szezonban. Szeptember 14-én Ucumi Tecujával szemben beütötte a tizenkettedik hazafutását a szezonban a Yomiuri Giants ellen, ezzel a csapat ellen egy szezon alatt a negyedik legtöbb hazafutást beütő játékos lett. Szeptember 21-én Tasiro Tomio és Murata Súicsi után a harmadik olyan játékos lett, aki legalább 100 hazafutást ütött a Jokohama Stadionban. Október 6-án a Hanshin Tigers csapatával szemben „aranysombrerót” szerzett, ezzel jelentős mértékben hozzájárult a mérkőzés elvesztéséhez és a rájátszást érő harmadik helyről való lecsúszáshoz. A szezont 38 hazafutással a harmadik, 89 beütött futással az ötödik, illetve 88 sétával a negyedik helyen végezte. A 2014-es szezon óta először nem kapott Legjobb Kilenc díjat. 2018. november 30-án bejelentették, hogy fizetését a 2019-es szezonra 400 millió jenre emelték, ezzel Szuzuki Icsiró és Macui Hideki után a harmadik leggyorsabban 400 millió jenes éves fizetést elérő középiskolából draftolt játékos lett. Ugyanazon a napon kijelentette, hogy a 2019-es szezon után – két teljes szezonnal a nemzetközi szabadúszó-státuszának kiérdemlése előtt – szeretné, ha a csapata átküldené egy Major League Baseball-csapatba. A következő szezon során az Arizona Diamondbacks és a Los Angeles Dodgers is küldött játékosfigyelőket Cucugó kiértékelésére.

##### 2019-es szezon
A 2019-es évben ismét beszavazták az All-Star-játékokba, a másodikon hazafutást ütött ezzel Jamamoto Kódzsi és Macui Hideki után a harmadik olyan játékos lett, aki négy egymást követő évben is hazafutást szerzett az All-Star-játékokon. 2019. augusztus 9-én a Chunichi Dragons elleni mérkőzésen beütötte a 19. és a 20. hazafutását a szezonban, ezzel egymást követő 6 szezonban is sikerült neki 20 hazafutást szerezni. A meccsen Mijazaki Tosiro lesérülése miatt hármasvédőként játszott, 2014 óta először. Augusztus 17-én 10 127 napos korában a Hirosima Toyo Carp elleni mérkőzésen Emailin Montillával szemben megszerezte a pályafutása 200. hazafutását, ezzel megdöntötte Murata Súicsi 10 440 napos csapatrekordját. Szeptember 22-én felkerült a sérültek listájára, miután Tokoda Hiroki Hirosima Toyo Carp-dobó ledobta. A Climax Series első kettő mérkőzésén a Hanshin Tigers csapata ellen hazafutást szerzett. Miután a BayStars kiesett a rájátszásból bejelentették, hogy engedélyezik Cucugónak, hogy az MLB-be igazoljon át.

#### Tampa Bay Rays

##### 2020-as szezon
2019. december 16-án a Major League Baseballban szereplő Tampa Bay Rays 12 millió dollárért két évre leszerződtette. Ugyan több csapat nagyobb összeget kínált, azonban Cucugó ennek ellenére a Rays csapatával kötött szerződést. Első MLB-találatát és egyben első -hazafutását a szezon első mérkőzésén, a Toronto Blue Jays ásza, Lju Hjondzsin ellen szerezte. A Covid19-pandémia miatt 60 mérkőzésre rövidített alapszakaszon 51 játékon jutott szerephez és .197-es ütőátlaggal, 8 hazafutással és 24 beütött futással zárta azt. A rájátszásban kevés szerephez jutott; mindössze 8 mérkőzésen játszott, legtöbbször csereütőként. A Tampa Bay 4–2 arányban kikapott a World Seriesen a Los Angeles Dodgers csapatával szemben.

##### 2021-es szezon
A 2021-es szezont gyengén kezdte, a gyenge védekezési teljesítménye miatt áthelyezték az egyesvédő posztjára. Május 11-én a Rays vezetősége beosztásra jelölte Cucugót. 2021-ben a Rays csapatában 26 mérkőzésen jutott szerephez, amely alatt .167-es ütőátlagot, illetve 5 beütött futást ért el.

#### Los Angeles Dodgers

##### 2021-es szezon
2021. május 15-én a Los Angeles Dodgers csapata bizonyos pénzösszegért vagy egy később megnevezendő játékosért elcserélte Cucugó szerződését a Rayszel. A Dodgers azért igazolta le Cucugót, mivel Zach McKinstry és Edwin Ríos belsővédők, illetve Cody Bellinger és A. J. Pollock külsővédők is lesérültek. Cucugó nem váltotta be a hozzáfűzött reményeket; a Dodgers csapatában 12 mérkőzésen játszott, amely alatt .120-es ütőátlagot ért el, mielőtt jobb lábikrahúzódással fel nem került a sérültek listájára. Július 7-én levették a negyventagú keretből és áthelyezték a Triple-A szintű Oklahoma City Dodgers csapatába. Augusztus 14-én a Dodgers felbontotta a szerződését.

#### Pittsburgh Pirates

##### 2021-es szezon
2021. augusztus 16-án szerződést kötött a Pittsburgh Pirates csapatával. Ugyan a Rays és a Dodgers csapatában sem tudott megfelelni az elvárásoknak, azonban a Piratesben hamar bebiztosította magának az ütősorrend második helyét; harminc mérkőzés alatt Bryan Reynolds és Jacob Stallings után az alakulat harmadik legtöbb bWAR-ral rendelkező játékosa volt.

### Válogatott karrier

#### Ázsiai junior baseballbajnokság
Cucugó Japán képviseletében részt vett a 2009-es ázsiai junior baseballbajnokságon, ahol a csapatával bronzérmes lett. A japán játékosok hátrányból indultak, hiszen faütőket korábban még nem használtak. Cucugó első találatát a második, Dél-Korea elleni mérkőzésen szerezte meg. A Kína elleni bronzmérkőzésen már három találata is volt, köztük a bajnokság első több-bázisos találata, egy dupla.

#### MLB Japan All-Star Series
2014. november 9-én Nakamura Akira sérülése miatt lemondta az MLB Japan All-Star Seriesen való részvételt, helyére Cucugót jelölték ki. Cucugó .429-es ütőátlagával a sorozat legjobb átlagát elérő játékosa lett, José Altuvéval közösen.
Cucugó helyet kapott a 2018-as MLB Japan All-Star Seriesre küldött 28-tagú japán válogatott keretében, azonban később visszamondta a szereplést, hogy pihentethesse a bal bokáját.

#### WBSC Premier12
2015. október 9-én beválogatták a 2015-ös WBSC Premier12 bajnokságra kijelölt 28-tagú japán válogatott keretébe. A bajnokságon nyolc mérkőzésen jutott szerephez, melyeken összesen harmincötször jelent meg a lapkán, 26 ütéshez állásból 10 ütést jegyzett, illetve .385-es ütőátlagot ért el és 5 beütött futást szerzett.

#### Word Baseball Classic
2017. január 24-én bejelentették, hogy az ütősorrend negyedik tagjaként helyet kapott a World Baseball Classicra küldött válogatott 27-tagú keretében. Cucugót 3 mérkőzésen való .364-es ütőátlagával, 2 hazafutásával és 5 beütött futásával a B-kalap legértékesebb játékosának választották meg.

#### Barátságos mérkőzések
A 2012 novemberében megtartott Kuba elleni két barátságos mérkőzésre beválogatták a keretbe, habár játéklehetőséget nem kapott.
A 2015-ös szezon előtt szerepelt a Global Baseball Match 2015 elnevezésű, a japán válogatott és az európai válogatott közötti mérkőzéssorozatban.
2016. február 15-én bekerült a tajvani válogatott elleni 26-tagú játékoskeretbe. 2016. október 18-án helyet kapott a holland és a mexikói válogatottak elleni keretben.
2018. március 3-án az ausztrál válogatott elleni barátságos mérkőzésen négy lapkán való megjelenésnél kettő duplát ütött be, melyek közül az elsővel egy beütött futást is szerzett.

## Magánélete

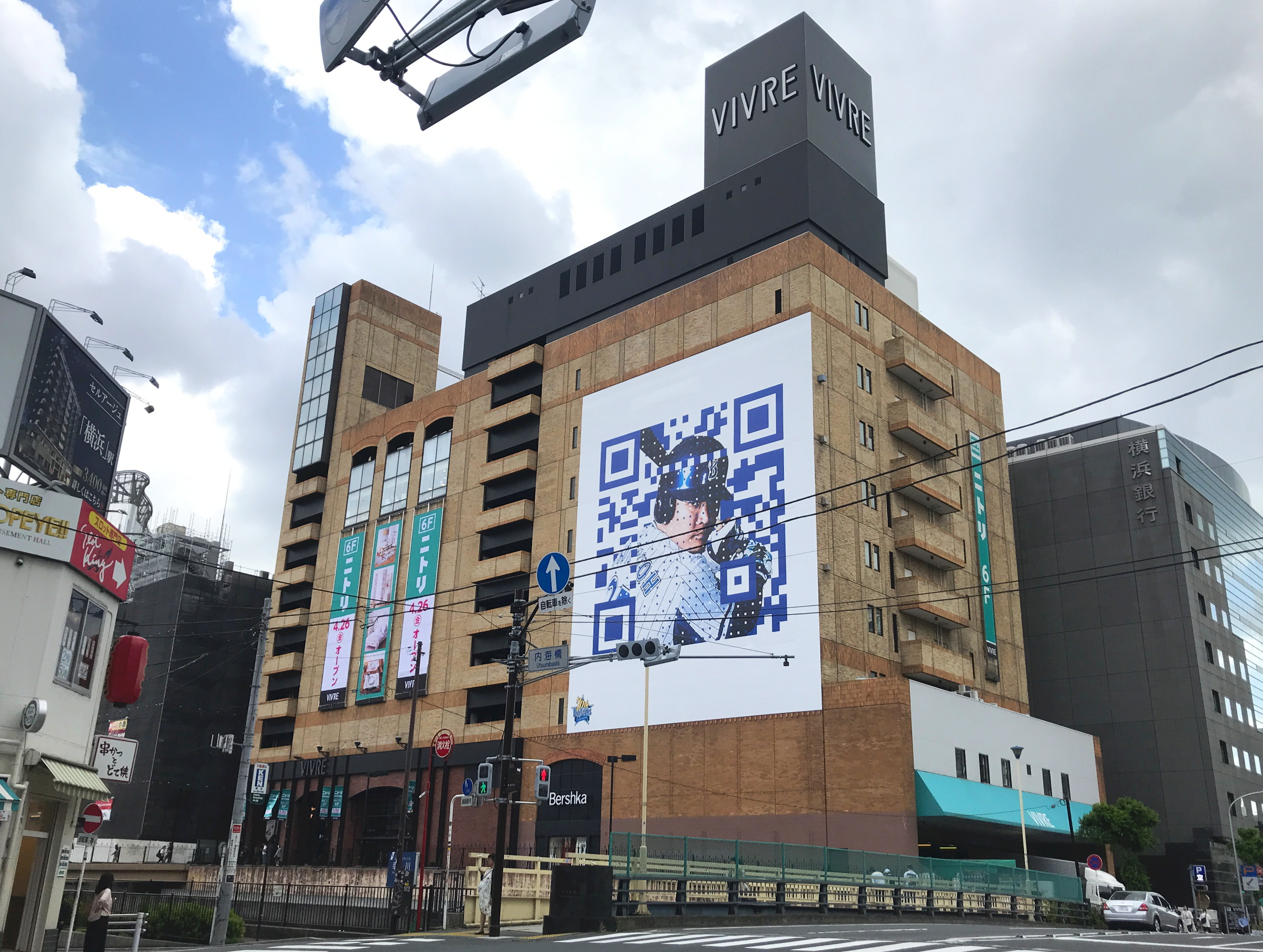
A 2019 márciusában a Yokohama Vivre falára kihelyezett Cucugót ábrázoló reklámplakát

Az általános iskola második évében megismerkedett Mizobata Dzsunpeivel, akivel azóta is jó barátságban van. Beni japán énekesnővel is jó barátságban van, aki Ready 25 címmel bevonulózenét is írt neki.
Barátnőjével várhatóan 2018-ban házasodott össze, és az első gyermekük is 2018-ban született.
Cucugó képviselte a csapatát a Pro jakjú Spirits 2015 és 2019 című videojátékok borítóján és a Dzsikkjó Powerful Pro jakjú 2016 nyitóvideójában, ezek mellett a Dzsikkjó Powerful Pro jakjú Championship 2017 nyitóvideójában is megjelent a virtuális mása. 2018. május 3-án egy 482,16 m²-es, Cucugót ábrázoló hirdetést helyeztek ki a Jokohama Vivre épületének Jokohama pályaudvar nyugati bejárata felé néző falára. Ez volt a BayStars addigi legnagyobb reklámplakátja. 2019. március 24-én egy 225 m²-es, Cucugót ábrázoló hirdetést függesztettek fel az épületre.
2019. január 8-án bejelentették, hogy Cucugó 2019. január 20. és 2021 márciusa között Hasimoto városának sportnépszerűsítő-tanácsadója lesz.

## Statisztika

### Ütőátlag

#### NPB/MLB

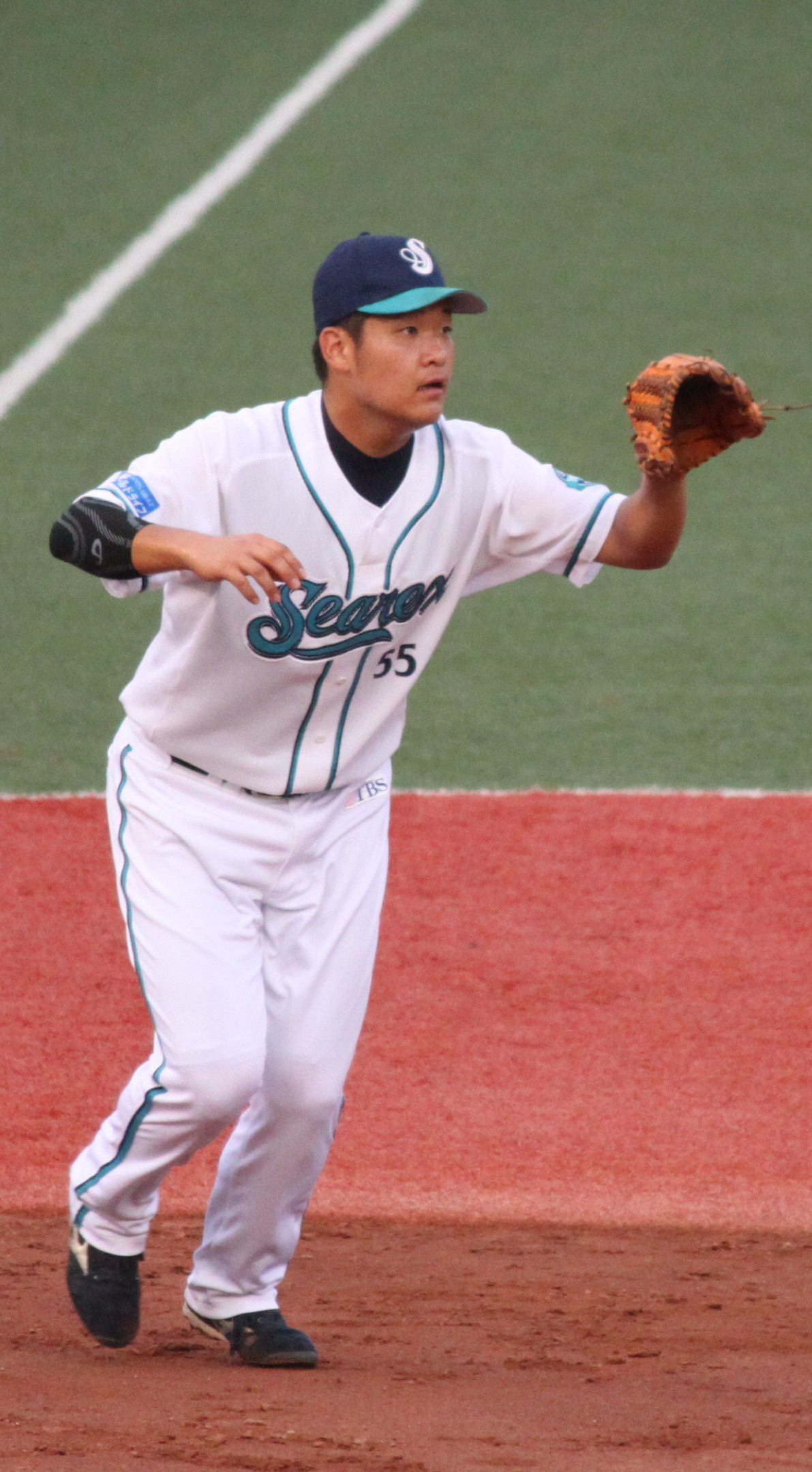
Cucugó 2010 augusztusában a Sónan Searex csapatában

| Év         | Csapat        | G   | PA   | AB   | R   | H   | 2B  | 3B | HR  | TB   | RBI | SB | CS | SH | SF | BB  | IBB | HBP | K   | GDP | BA   | OBP  | SLG  | OPS   | ISO  | BABIP | Forrás         |
| ---------- | ------------- | --- | ---- | ---- | --- | --- | --- | -- | --- | ---- | --- | -- | -- | -- | -- | --- | --- | --- | --- | --- | ---- | ---- | ---- | ----- | ---- | ----- | -------------- |
| 2010       | Jokohama DeNA | 3   | 10   | 7    | 1   | 1   | 0   | 0  | 1   | 4    | 1   | 0  | 0  | 0  | 0  | 2   | 0   | 1   | 1   | 0   | .143 | .400 | .571 | .971  | .428 | .000  | [ 48 ] [ 174 ] |
| 2011       | Jokohama DeNA | 40  | 160  | 145  | 16  | 35  | 10  | 0  | 8   | 69   | 22  | 1  | 0  | 0  | 1  | 13  | 0   | 1   | 51  | 4   | .241 | .306 | .476 | .782  | .235 | .310  | [ 48 ] [ 174 ] |
| 2012       | Jokohama DeNA | 108 | 446  | 386  | 31  | 84  | 16  | 3  | 10  | 136  | 45  | 1  | 2  | 2  | 5  | 51  | 1   | 2   | 102 | 4   | .218 | .309 | .352 | .661  | .134 | .265  | [ 48 ] [ 174 ] |
| 2013       | Jokohama DeNA | 23  | 56   | 51   | 5   | 11  | 1   | 0  | 1   | 15   | 3   | 0  | 0  | 0  | 0  | 3   | 0   | 2   | 13  | 2   | .216 | .286 | .294 | .580  | .078 | .270  | [ 48 ] [ 174 ] |
| 2014       | Jokohama DeNA | 114 | 461  | 410  | 58  | 123 | 24  | 2  | 22  | 217  | 77  | 2  | 1  | 0  | 2  | 47  | 6   | 2   | 100 | 7   | .300 | .373 | .529 | .902  | .229 | .348  | [ 48 ] [ 174 ] |
| 2015       | Jokohama DeNA | 138 | 568  | 496  | 79  | 157 | 28  | 1  | 24  | 259  | 93  | 0  | 0  | 0  | 2  | 68  | 0   | 2   | 98  | 5   | .317 | .400 | .522 | .922  | .206 | .354  | [ 48 ] [ 174 ] |
| 2016       | Jokohama DeNA | 133 | 561  | 469  | 89  | 151 | 28  | 4  | 44  | 319  | 110 | 0  | 1  | 0  | 2  | 87  | 1   | 3   | 105 | 6   | .322 | .430 | .680 | 1,110 | .358 | .332  | [ 48 ] [ 174 ] |
| 2017       | Jokohama DeNA | 139 | 601  | 503  | 85  | 143 | 31  | 0  | 28  | 258  | 94  | 1  | 0  | 0  | 3  | 93  | 3   | 2   | 115 | 7   | .284 | .396 | .513 | .824  | .229 | .317  | [ 48 ] [ 174 ] |
| 2018       | Jokohama DeNA | 139 | 580  | 495  | 77  | 146 | 33  | 1  | 38  | 295  | 89  | 0  | 0  | 0  | 3  | 80  | 2   | 1   | 107 | 10  | .295 | .393 | .596 | .989  | .301 | .306  | [ 48 ] [ 174 ] |
| 2019       | Jokohama DeNA | 131 | 557  | 464  | 74  | 126 | 24  | 0  | 29  | 237  | 79  | 0  | 0  | 0  | 3  | 79  | 0   | 2   | 141 | 5   | .272 | .388 | .511 | .931  | .239 | .327  | [ 48 ] [ 174 ] |
| 2020       | TBR           | 51  | 185  | 157  | 27  | 31  | 5   | 1  | 8   | 62   | 24  | 0  | 0  | 0  | 1  | 26  | 1   | 1   | 50  | 5   | .197 | .314 | .395 | .708  | .197 | .230  | [ 48 ] [ 174 ] |
| 2021       | TBR           | 26  | 87   | 78   | 5   | 13  | 4   | 0  | 0   | 17   | 5   | 0  | 0  | 1  | 0  | 8   | 0   | 0   | 27  | 1   | .167 | .244 | .218 | .462  | .051 | .255  | [ 48 ] [ 174 ] |
| 2021       | LAD           | 12  | 31   | 25   | 2   | 3   | 0   | 0  | 0   | 3    | 2   | 0  | 0  | 0  | 0  | 6   | 0   | 0   | 12  | 0   | .120 | .290 | .120 | .410  | .000 | .231  | [ 48 ] [ 174 ] |
| 2021       | PIT           | 43  | 144  | 127  | 20  | 34  | 8   | 1  | 8   | 68   | 25  | 0  | 1  | 0  | 1  | 15  | 0   | 1   | 33  | 2   | .268 | .347 | .535 | .883  | .268 | .299  | [ 48 ] [ 174 ] |
| 2021-es év | PIT           | 81  | 262  | 230  | 27  | 50  | 12  | 1  | 8   | 88   | 32  | 0  | 1  | 1  | 1  | 29  | 0   | 1   | 72  | 3   | .217 | .307 | .383 | .689  | .224 | .290  | [ 48 ] [ 174 ] |
| NPB: 10 év | NPB: 10 év    | 968 | 4000 | 3426 | 515 | 977 | 195 | 11 | 205 | 1809 | 613 | 5  | 4  | 2  | 21 | 532 | 23  | 19  | 833 | 50  | .285 | .382 | .528 | .910  | .243 | .320  | [ 48 ] [ 174 ] |
| MLB: 2 év  | MLB: 2 év     | 132 | 447  | 387  | 54  | 81  | 17  | 2  | 16  | 150  | 56  | 0  | 1  | 1  | 2  | 55  | 1   | 2   | 122 | 8   | .209 | .309 | .388 | .697  | .178 | .259  | [ 48 ] [ 174 ] |

- Utoljára frissítve: a 2020-as szezon lezárultával
- Félkövérrel szedve az adott bajnokságban nyújtott legjobb teljesítménye
- A jokohamai csapat 2012-ben Jokohama BayStarsról Jokohama DeNA BayStarsra módosította a nevét

#### World Baseball Classic

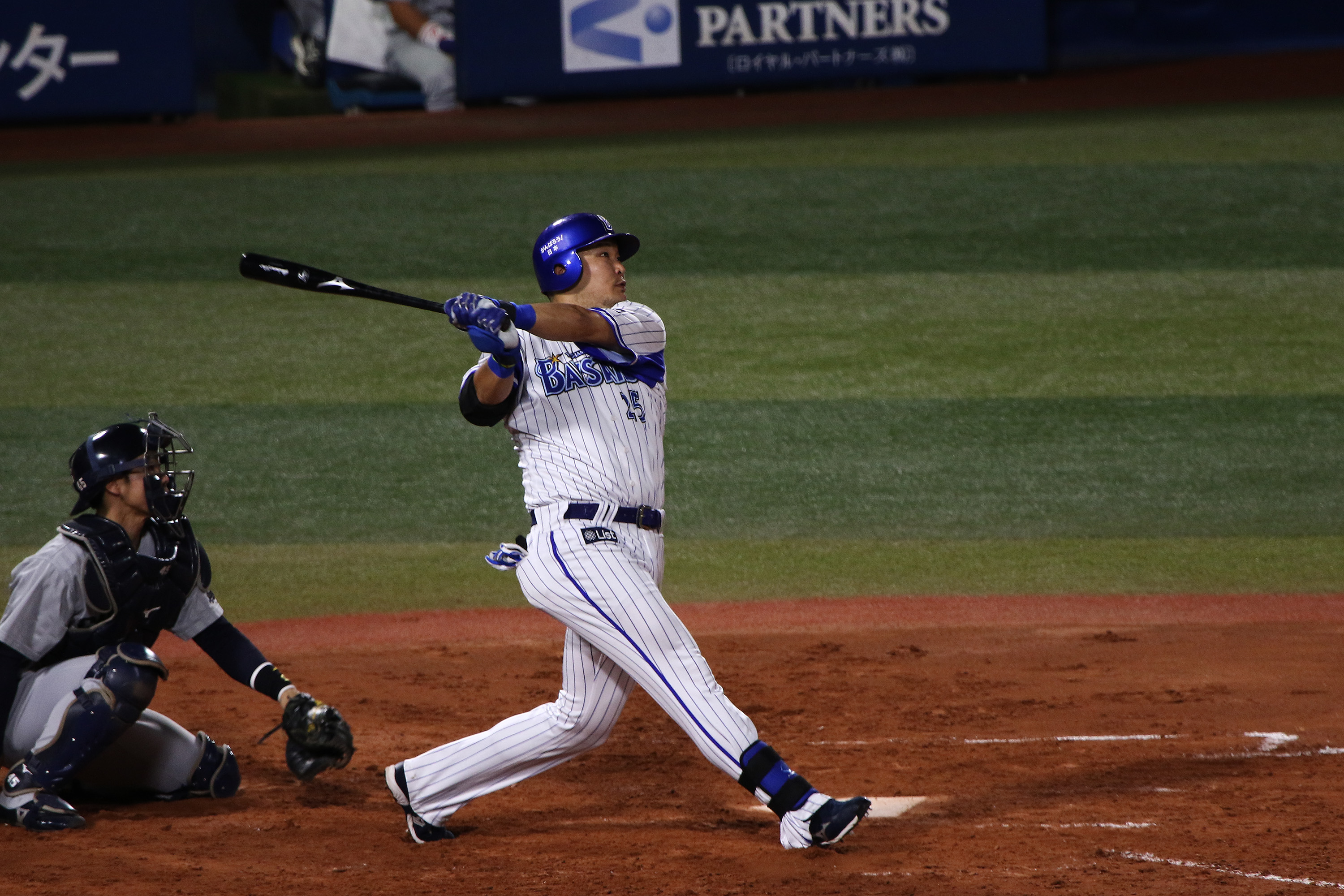
Cucugó 2015 szeptemberében a Jokohama DeNA BayStars csapatában

| Év   | Csapat | G | PA | AB | R | H | 2B | 3B | HR | TB | RBI | SB | CS | SH | SF | BB | IBB | HBP | K | GDP | BA   | OBP  | SLG  |
| ---- | ------ | - | -- | -- | - | - | -- | -- | -- | -- | --- | -- | -- | -- | -- | -- | --- | --- | - | --- | ---- | ---- | ---- |
| 2017 | Japán  | 7 | 30 | 25 | 5 | 8 | 0  | 0  | 3  | 17 | 8   | 0  | 0  | 0  | 0  | 5  | 1   | 0   | 6 | 0   | .320 | .433 | .680 |

### Védekezési átlag
| Év         | Csapat        | Egyesvédő | Egyesvédő | Egyesvédő | Egyesvédő | Egyesvédő | Egyesvédő | Hármasvédő | Hármasvédő | Hármasvédő | Hármasvédő | Hármasvédő | Hármasvédő | Külsővédő | Külsővédő | Külsővédő | Külsővédő | Külsővédő | Külsővédő |
| Év         | Csapat        | G         | PO        | A         | E         | DP        | FP        | G          | PO         | A          | E          | DP         | FP         | G         | PO        | A         | E         | DP        | FP        |
| ---------- | ------------- | --------- | --------- | --------- | --------- | --------- | --------- | ---------- | ---------- | ---------- | ---------- | ---------- | ---------- | --------- | --------- | --------- | --------- | --------- | --------- |
| 2010       | Jokohama DeNA | 3         | 21        | 4         | 0         | 3         | 1,000     | —          | —          | —          | —          | —          | —          | —         | —         | —         | —         | —         | —         |
| 2011       | Jokohama DeNA | 40        | 336       | 12        | 4         | 28        | .989      | —          | —          | —          | —          | —          | —          | —         | —         | —         | —         | —         | —         |
| 2012       | Jokohama DeNA | 19        | 94        | 7         | 0         | 9         | 1,000     | 92         | 45         | 148        | 6          | 8          | .970       | 12        | 15        | 0         | 1         | 0         | .938      |
| 2013       | Jokohama DeNA | 4         | 6         | 0         | 1         | 1         | .857      | 9          | 4          | 11         | 0          | 2          | 1,000      | 7         | 7         | 0         | 0         | 0         | 1,000     |
| 2014       | Jokohama DeNA | 11        | 80        | 4         | 1         | 8         | .988      | 7          | 1          | 7          | 0          | 0          | 1,000      | 101       | 162       | 3         | 6         | 0         | .965      |
| 2015       | Jokohama DeNA | —         | —         | —         | —         | —         | —         | —          | —          | —          | —          | —          | —          | 128       | 185       | 10        | 0         | 2         | 1,000     |
| 2016       | Jokohama DeNA | —         | —         | —         | —         | —         | —         | —          | —          | —          | —          | —          | —          | 128       | 198       | 3         | 2         | 0         | .990      |
| 2017       | Jokohama DeNA | —         | —         | —         | —         | —         | —         | —          | —          | —          | —          | —          | —          | 136       | 199       | 6         | 1         | 2         | .995      |
| 2018       | Jokohama DeNA | —         | —         | —         | —         | —         | —         | —          | —          | —          | —          | —          | —          | 132       | 187       | 5         | 3         | 0         | .985      |
| 2019       | Jokohama DeNA | —         | —         | —         | —         | —         | —         | 27         | 14         | 37         | 1          | 2          | .981       | 101       | 145       | 4         | 1         | 0         | .993      |
| 2020       | TBR           | —         | —         | —         | —         | —         | —         | 14         | 6          | 16         | 4          | 3          | .846       | 16        | 15        | 0         | 0         | 0         | 1,000     |
| 2021       | TBR           | 15        | 80        | 4         | 0         | 9         | 1,000     | —          | —          | —          | —          | —          | —          | —         | —         | —         | —         | —         | —         |
| 2021       | LAD           | 1         | 2         | 0         | 0         | 0         | 1,000     | —          | —          | —          | —          | —          | —          | 8         | 15        | 0         | 0         | 0         | 1,000     |
| 2021       | PIT           | 15        | 79        | 7         | 0         | 8         | 1,000     | —          | —          | —          | —          | —          | —          | 22        | 31        | 1         | 1         | 0         | .970      |
| 2021-es év | PIT           | 31        | 161       | 11        | 0         | 17        | 1,000     | —          | —          | —          | —          | —          | —          | 30        | 46        | 1         | 1         | 0         | .979      |
| NPB        | NPB           | 77        | 537       | 27        | 6         | 49        | .989      | 135        | 64         | 203        | 7          | 12         | .974       | 745       | 1098      | 31        | 14        | 4         | .988      |
| MLB        | MLB           | 31        | 161       | 11        | 0         | 17        | 1,000     | 14         | 6          | 16         | 4          | 3          | .846       | 46        | 61        | 1         | 1         | 0         | .984      |

- Utoljára frissítve: a 2021-es szezon végén
- Félkövérrel szedve az adott bajnokságban nyújtott legjobb teljesítménye

## Sikerei, díjai

### Klub

#### Jokohama DeNA BayStars
Első (aranyérmes):
- Nippon Professional Baseball Climax Series (1): 2017

Második (ezüstérmes):
- Climax Series (1): 2016
- Japan Series (1): 2017

Harmadik (bronzérmes):
- Nippon Professional Baseball Central League alapszakasz (2): 2016, 2017

### A válogatottban

#### Japán
Harmadik (bronzérmes):
- Ázsiai junior baseballbajnokság (1): 2009
- WBSC Premier12 (1): 2015
- World Baseball Classic (1): 2017

### Egyéni elismerések

#### Nippon Professional Baseball
- Eastern League-hazafutáskirály (2): 2010, 2011
- Eastern League-beütött futás-király (1): 2010
- Central League-hazafutáskirály (1): 2016
- Central League-beütött futás-király (1): 2016
- Central League Legjobb Kilenc díj (külsővédő) (3): 2015, 2016, 2017
- Central League hónap játékosa (ütőjátékos) (3): 2015. május, 2016. július, 2017. augusztus
- Sky Perfect! Szajonara díj (1): 2016. július
- az All-Star játék legjobb játékosa (1): 2016-os első játék
- All-Star játék küzdőszellem díj (4): 2016-os második játék, 2017-es első játék, 2018-as első játék, 2019-es második játék
- All-Star Game Be a Driver Award (1): 2016
- az NPB hazafutásverseny győztese (2): 2015-ös első derbi, 2018

#### A válogatottban
- World Baseball Classic legjobb játékosa (1): 2017-es csoportkör

### Rekordjai

#### Nippon Professional Baseball
- Az első játékos, aki az első All-Star-mérkőzését az ütősorrend cleanup pozíciójában kezdte és az első lapkán való megjelenésnél biztos ütést tudott szerezni (2015. július 17.)
- Az első játékos, aki egymást követő három mérkőzésen is legalább két hazafutást ütött (2016. július 19–22.)
- Az első olyan játékos, aki egy hónapban legalább hat több-hazafutásos játékot játszott (2016. július)
- Az első olyan japán játékos, aki egy hónapban 16 hazafutást ütött be (2016. július)
- Az első olyan japán játékos, aki egy hónapban 33 futást ütött be (2016. július)

#### Jokohama DeNA BayStars
- A BayStars legfiatalabb játékosa, aki kiérdemelte az NPB All-Star játék legjobb játékosának járó díjat (8999 nap, 2016-os első játék – korábbi rekordtartó: Takagi Jutaka, 9769 nap, 1985-ös első játék)
- A BayStars legfiatalabb 100 hazafutást ütő játékosa (9020 nap, 2016. augusztus 5. – korábbi rekordtartó: Josimura Júki, 9243 nap, 2009. október 3.)
- A BayStars legfiatalabb 150 hazafutást ütő játékosa (9677 nap, 2018. május 24. – korábbi rekordtartó: Tasiro Tomio, 9921 nap, 1981. szeptember 5.)
- A BayStars legfiatalabb 200 hazafutást ütő játékosa (10 127 nap, 2019. augusztus 17. – korábbi rekordtartó: Murata Súicsi, 10 440 nap, 2009. július 28.)
- A BayStars egy szezon alatt legtöbb hazafutást ütő balkezes játékosa (44, 2016. – korábbi rekordtartó: Fudzsii Iszamu, 34, 1950.)
- A BayStars legtöbb hazafutást ütő balkezes játékosa (205, 2010. október 7–2019. szeptember 14. – korábbi rekordtartó: Szaeki Takahiro, 155, 1993. augusztus 1–2009. október 7.)

## Fordítás
- Ez a szócikk részben vagy egészben a 筒香嘉智 című japán Wikipédia-szócikk ezen változatának fordításán alapul.  Az eredeti cikk szerkesztőit annak laptörténete sorolja fel. Ez a jelzés csupán a megfogalmazás eredetét és a szerzői jogokat jelzi, nem szolgál a cikkben szereplő információk forrásmegjelöléseként.